# Sebastian Hertner
Sebastian Hertner (* 2. Mai 1991 in Leonberg) ist ein deutscher Fußballspieler, der für den Hamburger Oberligisten ETSV Hamburg spielt.

## Karriere
Hertner kam 2005 von der KSG Gerlingen zur Jugend des VfB Stuttgart. Ab der Saison 2009/10 gehörte er dem Kader der zweiten Mannschaft des VfB Stuttgart an. Sein Profidebüt gab Hertner am 8. August 2009 am dritten Spieltag der Saison 2009/10 in der 3. Profi-Liga gegen den Wuppertaler SV. Sein erstes Tor schoss er am 14. Oktober 2011 im Spiel beim FC Carl Zeiss Jena. Im Juni 2012 unterschrieb Hertner einen Vertrag beim FC Schalke 04, bei dem er für die Regionalligamannschaft spielte.
Am 16. Mai 2013 unterzeichnete Hertner beim TSV 1860 München einen bis 2016 datierten Vertrag, der zur Saison 2013/14 in Kraft trat. Seinen ersten Zweitligaeinsatz bestritt er am 9. August 2013, als er im Spiel gegen Fortuna Düsseldorf eingewechselt wurde.
Für die Rückrunde der Saison 2014/15 wurde er an den Ligakonkurrenten FC Erzgebirge Aue verliehen. Nach Saisonende wurde er von Erzgebirge Aue fest verpflichtet und er unterschrieb einen Einjahresvertrag, der im Februar 2016 bis 2018 verlängert wurde.
Zur Saison 2018/19 wechselte Hertner zum SV Darmstadt 98. Er unterzeichnete einen Vertrag bis zum 30. Juni 2020. Am 5. August 2018 gab er beim 1:0-Heimsieg gegen den SC Paderborn 07 sein Debüt für die Lilien, als er in der 80. Spielminute für Joevin Jones eingewechselt wurde. In seiner ersten Saison kam er auf fünf Einsätze. Auch in der Saison 2019/20 kam er auf nur zwei Einsätze.
Zur Saison 2020/21 wechselte Hertner in die 3. Liga zum VfB Lübeck. Er unterschrieb beim Aufsteiger einen Einjahresvertrag. Während der Saison fiel er häufig aufgrund verschiedener Verletzungen aus, kam jedoch unter dem Cheftrainer Rolf Martin Landerl trotzdem zu 20 Ligaeinsätzen (11-mal von Beginn), in denen er ein Tor erzielte, musste mit der Mannschaft als Vorletzter jedoch wieder den Gang in die Regionalliga Nord antreten. Anschließend verließ er den Verein mit seinem Vertragsende.
Hertner blieb jedoch in der Saison 2021/22 in der 3. Liga und schloss sich Türkgücü München an. Am 27. Juni 2021 gewann er den Bayerischen Toto-Pokal gegen den FV Illertissen. Während der regulären Spielzeit und Verlängerung blieb das Spiel torlos. Das Spiel endete mit 8:7 im Elfmeterschießen, wobei Hertner seinen Elfmeter verwandeln konnte. Unter dem Cheftrainer Petr Ruman kam er bis Ende August 2021 6-mal in der Liga zum Einsatz und stand 4-mal in der Startelf. Unter dessen Nachfolgern spielte Hertner keine Rolle mehr. Daher einigte man sich im Januar 2022 auf eine Vertragsauflösung.
Seit dem 23. Januar 2022 steht Hertner in der Regionalliga Nordost beim BFC Dynamo unter Vertrag. Er trug bis zum Saisonende in 14 Einsätzen (stets in der Startelf) zur Meisterschaft bei. In den Aufstiegsspielen zur 3. Liga scheiterte man jedoch am Nord-Meister VfB Oldenburg. Seit dem Sommer 2022 war Hertner vereinslos. Im September 2022 schloss er sich dem Regionalligisten FC Teutonia 05 Ottensen an.

## Erfolge
- Aufstieg in die 2. Bundesliga: 2016
- Meister der Regionalliga Nordost: 2022
- Bayerischer Toto-Pokal-Sieger: 2021